# Kinnarodden

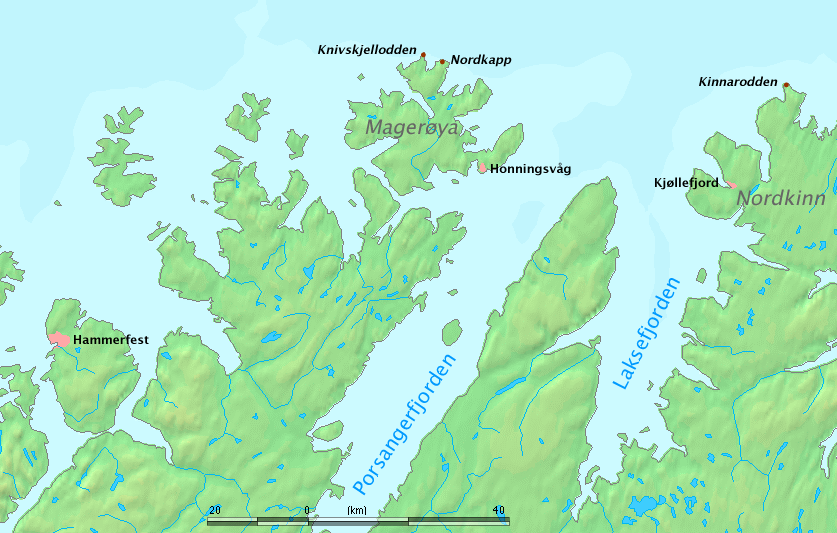
Kaart van de Noordkaap (links) en Kinnarodden (rechts)

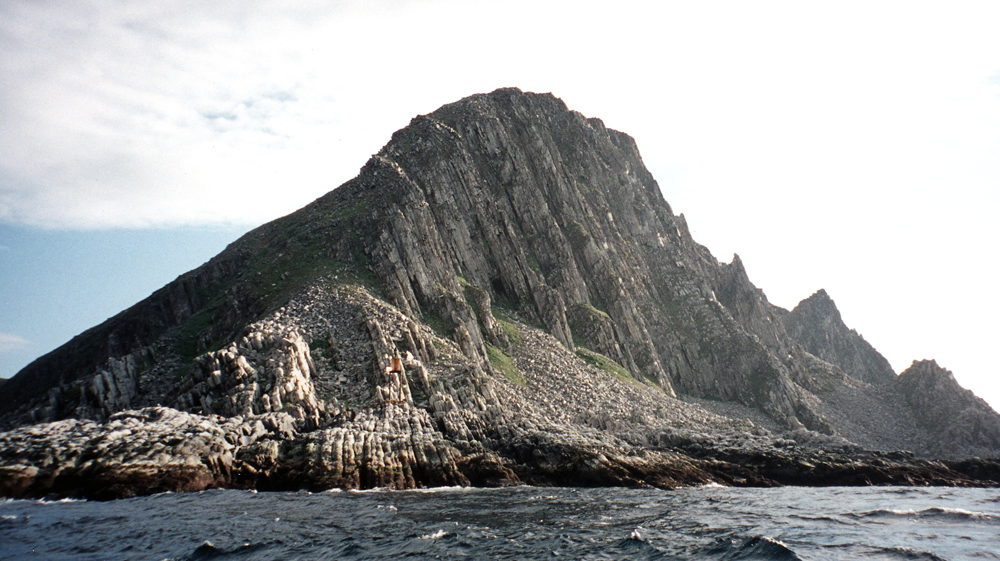
Zicht op Kinnarodden

Kinnarodden is het noordelijkste punt op het vasteland van Europa in enge zin (zonder eilanden). Het ligt in de provincie Finnmark in het noorden van Noorwegen en ligt op het schiereiland Nordkinn. Kinnarodden ligt op het grondgebied van de gemeente Gamvik. Meestal wordt de Noordkaap beschouwd als het noordelijkste punt van het vasteland, maar dit punt ligt op het eiland Magerøya en kusteilanden worden alleen tot het vasteland in ruime zin gerekend.
Kinnarodden ligt op 71°08’01 noorderbreedte en is alleen te voet bereikbaar door een wandeling van 24 kilometer over wild terrein.